# Luka Tudor
Luka Nicola Tudor Bakulić (Santiago, 21 de febrero de 1969) es un exfutbolista y comentarista deportivo chileno. Además de Chile, jugó en Argentina, España y Suiza.

## Trayectoria

### Como futbolista
Su inicio futbolístico infantil fue en el Estadio Yugoslavo (actual Estadio Croata), ingresando, en 1983, en la categoría cadetes de Universidad Católica. En 1985, participó en dos torneos en Europa, el campeonato Hanze Toernooi en Países Bajos y el campeonato Croix en Francia. Además jugó en el torneo juvenil "Deventer 86", en Holanda, titulándose el equipo chileno campeón invicto y Lukas goleador del torneo, con cinco goles marcados en seis partidos.    
Por su desempeño como delantero de los cruzados, recibió el Premio Revelación de 1986, entregado por Revista Triunfo.
Luego de sus primeros años como profesional en el elenco nacional, emigró al Football Club Sion de Suiza, y luego tuvo un breve paso por Newell's Old Boys. En el equipo rosarino, que era dirigido por Marcelo Bielsa, no cumplió las expectativas que se tenían de él, solo jugó 11 partidos y anotó dos goles, uno de ellos en el recordado 5-0 a River Plate en el Estadio Monumental, el 10 de mayo de 1992. A pesar de permanecer poco tiempo en el club, se tituló campeón del Clausura 1992 y participó en 3 partidos de la Copa Libertadores 1992, donde Newell's llegaría a la final, perdiendo con São Paulo en tanda de penales.
Posteriormente regresó a Universidad Católica. El 21 de noviembre de 1993, logró el récord chileno de mayor cantidad de goles anotados por un jugador en el mismo partido, al marcar siete goles en la victoria de 8-3 sobre el Deportes Antofagasta, en San Carlos de Apoquindo. También obtuvo la Copa Interamericana 1994, el primer título internacional del elenco de la franja. Contabilizando partidos oficiales en Campeonatos nacionales en sus dos períodos en la UC, Tudor marcó 64 goles en 133 partidos.
En 1997 el técnico Fernando Carvallo prescindió de sus servicios, por lo cual fue contratado por Colo-Colo. En los albos estuvo presente en 19 partidos aquella temporada, y no anotó goles, siendo campeón del Clausura 1997. Ya agobiado por las lesiones, se retiró del fútbol profesional a fines del mismo año.

### En medios de comunicación
En 2000, dos años después de su retiro, comenzó a trabajar en televisión, en el programa Bohemia de Chilevisión, donde fue coanimador junto a Cristián Velasco.
Fue representante deportivo a través de su empresa Tudorsports, como también representante en Chile del videojuego Pro Evolution Soccer.
Luego de estar en el CDF, Mega y Fox Sports, desde 2017 se desempeñó como comentarista en el programa ADN Deportes de Radio ADN y en ESPN Radio Chile. Además fue jurado en el Festival de Viña del Mar 2019.
En junio de 2022, renunció a ADN Deportes luego de que se revelará un audio de WhatsApp en donde Tudor intercambia información con alguien desconocido, indicando que Francis Cagigao asistiría al programa Los Tenores para increpar a su compañero de programa Juan Cristóbal Guarello. Realizado el programa, este indicó que nunca se le indicó bajo qué tono comparecería al programa Cagigao, por lo que no pudo preparar una defensa acorde a los dicho del español.
Actualmente se desempeña como panelista del programa ‘‘Marca Personal’’ de La Metro FM

## Selección nacional
En 1987 fue convocado por el entrenador de la Selección Chilena sub-20 Luis Ibarra, para disputar el Campeonato Sudamericano Sub-20 de 1987, donde jugó 3 partidos y no anotó goles. Posteriormente sería convocado por el mismo entrenador para disputar la Copa Mundial Sub-20 disputada en Chile el mismo año, donde Chile quedó en cuarto lugar, anotando 3 goles en la campaña (1 a la campeona Yugoslavia y 2 a Togo).
Tras su buena actuación en la sub-20, en 1988 debutó por la selección absoluta ante Perú el 23 de noviembre por la Copa del Pacífico 1988. Anotó 3 goles por La Roja, y su último partido lo disputó el 22 de abril de 1995 ante Islandia en Temuco, haciendo dupla con el jugador del partido Marcelo Salas en el empate por 1-1. 

### Participaciones en Copas del Mundo
| Mundial              | Sede  | Resultado    | Partidos | Goles |
| -------------------- | ----- | ------------ | -------- | ----- |
| Mundial Juvenil 1987 | Chile | Cuarto lugar | 6        | 3     |

### Participaciones en Copa América
| Copa              | Sede   | Resultado      | Partidos | Goles |
| ----------------- | ------ | -------------- | -------- | ----- |
| Copa América 1989 | Brasil | Fase de grupos | 0        | 0     |

### Partidos internacionales
| Partidos internacionales | Partidos internacionales | Partidos internacionales                                   | Partidos internacionales | Partidos internacionales | Partidos internacionales | Partidos internacionales | Partidos internacionales | Partidos internacionales | Partidos internacionales |
| N.º                      | Fecha                    | Estadio                                                    | Local                    | Resultado                | Visitante                | Goles                    | DT                       | Competición              |                          |
| ------------------------ | ------------------------ | ---------------------------------------------------------- | ------------------------ | ------------------------ | ------------------------ | ------------------------ | ------------------------ | ------------------------ | ------------------------ |
| 1                        | 23 de noviembre de 1988  | Estadio Nacional, Lima, Perú                               | Perú                     | 1-1                      | Chile                    |                          | Orlando Aravena          | Copa del Pacífico 1988   |                          |
| 2                        | 20 de abril de 1989      | Estadio Nacional, Santiago, Chile                          | Chile                    | 1-1                      | Argentina                |                          | Orlando Aravena          | Amistoso                 |                          |
| 3                        | 7 de mayo de 1989        | Los Angeles Memorial Coliseum, Los Ángeles, Estados Unidos | El Salvador              | 0-1                      | Chile                    |                          | Orlando Aravena          | Four Nations Tournament  |                          |
| 4                        | 3 de junio de 1989       | Estadio Internacional de El Cairo, El Cairo, Egipto        | Egipto                   | 2-0                      | Chile                    |                          | Orlando Aravena          | Amistoso                 |                          |
| 5                        | 22 de junio de 1989      | Estadio Ramón Aguilera Costas, Santa Cruz, Bolivia         | Bolivia                  | 0-1                      | Chile                    |                          | Orlando Aravena          | Amistoso                 |                          |
| 6                        | 25 de julio de 1989      | Estadio Carlos Dittborn, Arica, Chile                      | Chile                    | 2-1                      | Perú                     | Anotado                  | Orlando Aravena          | Amistoso                 |                          |
| 7                        | 22 de marzo de 1994      | Estadio Gerland, Lyon, Francia                             | Francia                  | 3-1                      | Chile                    |                          | Mirko Jozić              | Amistoso                 |                          |
| 8                        | 26 de marzo de 1994      | Estadio Rey Fahd, Riad, Arabia Saudita                     | Arabia Saudita           | 0-2                      | Chile                    | Anotado                  | Mirko Jozić              | Amistoso                 |                          |
| 9                        | 29 de marzo de 1994      | Estadio Rey Fahd, Riad, Arabia Saudita                     | Arabia Saudita           | 2-2                      | Chile                    |                          | Mirko Jozić              | Amistoso                 |                          |
| 10                       | 21 de septiembre de 1994 | Estadio Nacional, Santiago, Chile                          | Chile                    | 1-2                      | Bolivia                  | Anotado                  | Mirko Jozić              | Amistoso                 |                          |
| 11                       | 19 de abril de 1995      | Estadio Nacional, Lima, Perú                               | Perú                     | 6-0                      | Chile                    |                          | Xabier Azkargorta        | Amistoso                 |                          |
| 12                       | 22 de abril de 1995      | Estadio Germán Becker, Temuco, Chile                       | Chile                    | 1-1                      | Islandia                 |                          | Xabier Azkargorta        | Amistoso                 |                          |
| Total                    | Total                    | Total                                                      | Presencias               | 12                       | Goles                    | 3                        |                          |                          |                          |

| Selección chilena | Selección chilena | Selección chilena |
| Año               | Partidos          | Goles             |
| ----------------- | ----------------- | ----------------- |
| 1988              | 1                 | 0                 |
| 1989              | 5                 | 1                 |
| 1994              | 4                 | 2                 |
| 1995              | 2                 | 0                 |
| Total             | 12                | 3                 |

## Estadísticas

### Como jugador
| Club                         | Temporada           | Liga  | Liga  | Copas nacionales | Copas nacionales | Torneos internacionales | Torneos internacionales | Total | Total | Media Goleadora |
| Club                         | Temporada           | Part. | Goles | Part.            | Goles            | Part.                   | Goles                   | Part. | Goles | Media Goleadora |
| ---------------------------- | ------------------- | ----- | ----- | ---------------- | ---------------- | ----------------------- | ----------------------- | ----- | ----- | --------------- |
| Universidad Católica · Chile | 1985                | 14    | 4     | —                | —                | —                       | —                       | 14    | 4     | 0.23            |
| Universidad Católica · Chile | 1986                | 13    | 3     | —                | —                | 2                       | 0                       | 15    | 3     | 0.20            |
| Universidad Católica · Chile | 1987                | 5     | 0     | —                | —                | —                       | —                       | 5     | 0     | 0               |
| Universidad Católica · Chile | 1988                | 22    | 8     | —                | —                | 2                       | 0                       | 22    | 8     | 0.35            |
| Universidad Católica · Chile | 1989                | 6     | 4     | —                | —                | —                       | —                       | 6     | 4     | 0.66            |
| FC Sion · Suiza              | 1990                | 11    | 3     | —                | —                | —                       | —                       | 11    | 3     | 0.29            |
| FC Sion · Suiza              | 1991                | 10    | 3     | —                | —                | —                       | —                       | 10    | 3     | 0.33            |
| FC Sion · Suiza              | Total               | 21    | 6     | 0                | 0                | 0                       | 0                       | 21    | 6     | 0.29            |
| Newell's Old Boys Argentina  | 1992                | 8     | 2     | —                | —                | 3                       | 0                       | 11    | 2     | 0.25            |
| Newell's Old Boys Argentina  | Total               | 8     | 2     | 0                | 0                | 3                       | 0                       | 11    | 2     | 0.25            |
| Sabadell F. C. · España      | 1992-93             | 7     | 0     | —                | —                | —                       | —                       | 7     | 0     | 0               |
| Sabadell F. C. · España      | Total               | 7     | 0     | 0                | 0                | 0                       | 0                       | 7     | 0     | 0.11            |
| Universidad Católica · Chile | 1993                | 23    | 17    | 1                | 1                | —                       | —                       | 24    | 18    | 0.35            |
| Universidad Católica · Chile | 1994                | 20    | 14    | —                | —                | 2                       | 0                       | 22    | 14    | 0.00            |
| Universidad Católica · Chile | 1995                | 13    | 5     | —                | —                | 3                       | 0                       | 16    | 5     | 0.47            |
| Universidad Católica · Chile | 1996                | 14    | 8     | —                | —                | 2                       | 0                       | 16    | 8     | 0.28            |
| Universidad Católica · Chile | Total               | 128   | 63    | 1                | 1                | 11                      | 0                       | 140   | 64    | 0.44            |
| Colo-Colo · Chile            | 1997                | 12    | 0     | —                | —                | 5                       | 0                       | 17    | 0     | 0               |
| Colo-Colo · Chile            | Total               | 12    | 0     | 1                | 1                | 6                       | 0                       | 17    | 0     | 0               |
| Total en su carrera          | Total en su carrera | 177   | 71    | 1                | 1                | 17                      | 0                       | 195   | 72    | 0.39            |
| 1. 2. 3.                     |                     |       |       |                  |                  |                         |                         |       |       |                 |

## Palmarés

### Torneos nacionales oficiales
| Título                        | Club                 | País      | Año       |
| ----------------------------- | -------------------- | --------- | --------- |
| Primera División              | Universidad Católica | Chile     | 1987      |
| Copa Suiza                    | FC Sion              | Suiza     | 1990-1991 |
| Primera División de Argentina | Newell's Old Boys    | Argentina | C-1992    |
| Copa Chile                    | Universidad Católica | Chile     | 1995      |
| Primera División              | Colo-Colo            | Chile     | C-1997    |

### Torneos internacionales oficiales
| Título              | Club                 | País  | Año  |
| ------------------- | -------------------- | ----- | ---- |
| Copa Interamericana | Universidad Católica | Chile | 1994 |

### Otros datos
- Récord nacional del mayor número de goles anotados por un jugador en un solo partido: 7 goles contra Deportes Antofagasta el 21 de noviembre de 1993, en un marcador final de 8-3, cuando jugaba en Universidad Católica.[6][7]